# Guido del Cassero
Guido del Cassero (...-...) va ser un polític italià. Personatge històric de Fano, ciutat situada a la vora del mar i a trenta milles de Rimini, fou un dels líders més influents de la vida política d'aquesta ciutat, entre els segles xiii i xiv. Cap de la facció güelfa de la ciutat. Dante l'ajunta en la bona reputació a Angiolello da Carignano: “els dos millors de Fano” (lnfern XXVIII, v.: 76) i segons el poeta, junts estan en la desgràcia per l'atroç final que té reservat per ells el tirà de Rimini, Malatestino Malatesta (“aquell traïdor, que veu amb un ull sol”. v. 85), probablement durant la segona dècada del segle. XIV, i no abans del 1312, de quan, es van fer del tot manifestes i incontenibles les aspiracions de Malatesta a la seva senyoria sobre Fano.

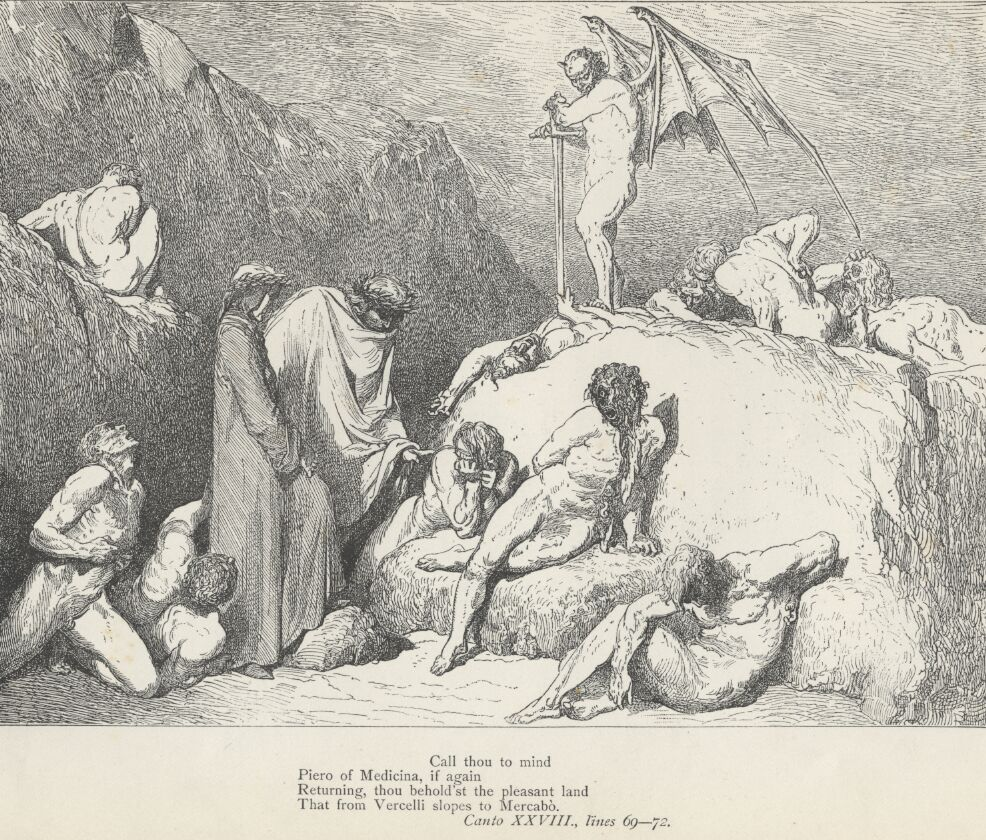
El cant vint-i-vuitè de l'Infern amb Pier da Medicina. Gustave Doré

El personatge és citat per Dante Alighieri a l'infern (Cant XXVIII, 76-90) amb Angiolello da Carignano:
| «                        | «I fes saber als dos més grans de Fano, a misser Guido i també a Angiolello, que, si és que ací no preveiem en va, seran llançats del seu vaixell al mar amb una pedra al coll, prop de Cattòlica, per traïció d'un tirà deslleial. Entre l'illa de Xipre i de Mallorca Neptú no ha vist un crim com aquest, mai, ni de pirates ni de gent d'Argòlida Aquell traïdor, que veu amb un ull sol I que domina una ciutat que algú d'ací voldria no haver vist mai, els farà vindre per entrevistar-s'hi i farà que no els calga ja cap més vot ni oració contra el vent de Focara.» | » |
| — (Infern XXVIII, 76-90) | |   |

No hi ha informació històrica sobre aquests personatges. Dante escriu sobre ells, posant la notícia com una profecia en boca de l'ànima de Pier da Medicina, i diu que ells, els “dos més grans de Fano”, han de vigilar amb Malatestino I Malatesta, “tirà” de Rímini, que els matarà per "mazzeratura" a prop de Cattolica. Al text, aquest crim es defineix com tan malvat que Neptú no en va veure mai cap d'igual entre Xipre i Mallorca (és a dir, a la mar Mediterrània), ni per compte dels pirates, ni dels grecs (els proverbialment cruels “argòlics”).
Sobre els fets de la mort dels dos personatges, només hi ha la menció de Dante en el seu llibre, en els versos apuntats més amunt, sembla que tal com es refereix en el poema tots dos van ser citats per Malatestino, a Cattolica un determinat dia sota l'excusa de consultar-los alguna cosa important
I als que els havien de portar per mar, els va manar que, quan fossin prop de Cattòlica, on pretenia esperar-los, els ofeguessin. La qual cosa va passar com ell havia ordenat; aqui hi ha una variació en la interpretació de la paraula vasello (vaset) o vascello (vaixell) que dona lloc a una altra possible explicació: “que seran llençats fora del seu vas”, amb l'interpretació de que morint, les ànimes seran llençades fora dels seus cossos, que són els vasos i receptacles d'aquelles.
La manca de cap font d'arxiu sobre l'incident va fer que alguns comentaristes pensessin fins i tot que Pier da Medicina, volia continuar perpetrant el seu pecat com a sembrador de discòrdia, inclús després de mort, posant zitzània entre els dos de Fano i el senyor de Rímini, encara que la precisió de la història de Dante té més un gust de revelació i, tractant-se d'un fet greu, podria ser que, com en altres casos, el poder del culpable (senyor de Rimini), hagués encobert qualsevol menció dels fets en els documents.
Per tant, les cròniques i els documents callen: és un misteri contemporani que Dante té ganes de revelar. També en aquest cas, Dante té ganes de prendre una posició sobre el fet, per molt poderós que sigui el culpable (Malatestino va morir el 1317): "un tirà deslleial… Neptú no ha vist un crim com aquest, mai… Aquell traïdor" (vv.:81-85); i que es noti la dura ironia dels vv. 89-90: “i farà que no els calga ja cap més vot ni oració contra el vent de Focara”. Les paraules de la profecia de Pier da Medicina, tenen tons tan durs que és legítim pensar que es refereixen a un fet execrable realment succeït. Els mateixos detalls, tan clars i precisos, del cruel delicte, mostren que podría tractar-se  d'un greu fet de la crónica.
Una altra traïció de Malatestino, aquesta consumada junt amb el seu pare, és denunciada pel poeta en el cant anterior, el XXVII de l'Infern, vv. 46-48, on Dante ha anomenat Mastíns tan al pare com al fill.